# Industrie musicale chrétienne
 (mai 2024).
La mise en forme du texte ne suit pas les recommandations de Wikipédia : il faut le « wikifier ».
Les points d'amélioration suivants sont les cas les plus fréquents. Le détail des points à revoir est peut-être précisé sur la page de discussion.
- Les titres sont pré-formatés par le logiciel. Ils ne sont ni en capitales, ni en gras.
- Le texte ne doit pas être écrit en capitales (les noms de famille non plus), ni en gras, ni en italique, ni en « petit »…
- Le gras n'est utilisé que pour surligner le titre de l'article dans l'introduction, une seule fois.
- L'italique est rarement utilisé : mots en langue étrangère, titres d'œuvres, noms de bateaux, etc.
- Les citations ne sont pas en italique mais en corps de texte normal. Elles sont entourées par des guillemets français : « et ».
- Les listes à puces sont à éviter, des paragraphes rédigés étant largement préférés. Les tableaux sont à réserver à la présentation de données structurées (résultats, etc.).
- Les appels de note de bas de page (petits chiffres en exposant, introduits par l'outil «  Source ») sont à placer entre la fin de phrase et le point final[comme ça].
- Les liens internes (vers d'autres articles de Wikipédia) sont à choisir avec parcimonie. Créez des liens vers des articles approfondissant le sujet. Les termes génériques sans rapport avec le sujet sont à éviter, ainsi que les répétitions de liens vers un même terme.
- Les liens externes sont à placer uniquement dans une section « Liens externes », à la fin de l'article. Ces liens sont à choisir avec parcimonie suivant les règles définies. Si un lien sert de source à l'article, son insertion dans le texte est à faire par les notes de bas de page.
- La présentation des références doit suivre les conventions bibliographiques. Il est recommandé d'utiliser les modèles {{Ouvrage}}, {{Chapitre}}, {{Article}}, {{Lien web}} et/ou {{Bibliographie}}. Le mode d'édition visuel peut mettre en forme automatiquement les références.
- Insérer une infobox (cadre d'informations à droite) n'est pas obligatoire pour parachever la mise en page.

Pour une aide détaillée, merci de consulter Aide:Wikification.
Si vous pensez que ces points ont été résolus, vous pouvez retirer ce bandeau et améliorer la mise en forme d'un autre article.
L'industrie musicale chrétienne est un aspect de l'industrie musicale générale, avec une attention sur la musique chrétienne et sous-genres tels que le gospel, le southern gospel, la musique chrétienne contemporaine, la musique d'adoration contemporaine, et même la musique religieuse traditionnelle. Elle est parfois appelée l'industrie du gospel, un terme davantage limité qui ne concerne pas tous les genres musicaux inclus ici.
Comme sa catégorie générale, l'industrie de la musique chrétienne comprend des organisations et des individus gagnant de l'argent via l'écriture de chansons, la production de musique enregistrée, la présentation de concerts et les performances sur la radio chrétienne. Le marché chrétien inclut également certains aspects uniques, tels que la production d'un hymnaire et la musique religieuse habilitée pour le chant congréganiste.
De ses racines dans les années 1920, le développement de l'industrie musicale chrétienne exposa des tensions entre objectifs religieux, musicaux et commerciaux. Tandis qu'elle fut sujette aux mêmes forces économiques et du marché comme l'industrie musicale globale, le sous-genre chrétien fut également sujet à différentes barrières esthétiques et sociales. Il fut souvent exprimé tel qu'une tension entre les idéaux "séculaire" et "sacré". Des travaux académiques récents explorent pourquoi la musique chrétienne demeura marginale au marché général, fut largement critiquée par les médias populaires, et fut souvent critiquée pour être peu originale.

## Histoire
L'industrie de la musique chrétienne contemporaine prend racine à la fin des années 1960 et le début des années 1970 avec le Jesus Movement et ses artistes de Jesus Music. L'Encyclopédie de la Musique Chrétienne Contemporaine indique trois raisons pour lesquelles l'industrie de la musique chrétienne se développa comme une structure parallèle à l'industrie de la musique générale. Premièrement, le Jesus movement produisit un grand nombre de groupes dans une période vraiment courte, que le marché général fut incapable et/ou peu disposé à assimiler. Ce fut en partie en conséquence d'un manque d'appréciation pour l'idéologie exprimée par plusieurs artistes. Finalement, les artistes de Jesus music avaient tendance à mépriser les sociétés séculaires. Selon une autre remarque, l'industrie à cette époque fut définie par quatre caractéristiques : le manque de reconnaissance par le public pour les genres, la production inférieure, la distribution inefficace et le manque d'exposition à la radio grand public. Petra, par exemple, avait de la difficulté à trouver un public pour son hard rock, en partie en conséquence d'une distribution limitée des librairies chrétiennes.
Néanmoins, la perception des années 1970 a établi que les sociétés deviennent impliquées dans le marché de la musique chrétienne. Word Records, fondée en 1951, fut achetée en 1976 par ABC. D'autres géants de l'industrie musicale ont également été impliqués, CBS commença un label chrétien de courte durée, Priority Records, et MCA déploya également un label, Songbird Records, pour un temps.
Tandis que le Jesus movement s'était terminé au cours des années 1980, l'industrie de la musique chrétienne arriva à maturité et fut transformée en une entreprise de plusieurs millions de dollars. Le début des années 1980 perçut une augmentation de libraires chrétiens prenant ses produits, et une augmentation dans les ventes ont suivi, malgré la récession. En pourcentage de ventes brutes, la musique chrétienne s'éleva de 9% en 1976 à 23% en 1985. Par sa sortie en 1982 Amy Grant avait saturé le marché chrétien et fit d'importantes économies dans le marché général. Sandi Patty et Michael W. Smith générèrent également de l'influence au sein de la musique chrétienne, chacun jouant des rôles importants dans le développement de l'industrie.
Des formes plus ardues de la musique chrétiennes, tel que le heavy metal, commençèrent aussi à recevoir de la reconnaissance. Elle est largement créditée à Stryper, qui avait commencé à faire des économies dans le marché général en 1985. Mais le rock et le rock alternatif chrétien firent face à une plus grande bataille pour la reconnaissance que la musique chrétienne contemporaine, comme sa forme fut désapprouvée par des leaders religieux célèbres tels que Jimmy Swaggart et d'autres sur la droite chrétienne. Tandis qu'en 1981 le chiffre d'affaires de l'industrie du gospel était approximativement de 180 millions $ (165 528 000 €), seulement 10 années après il totalisait 680 millions $ (625 328 000 €), selon CCM Magazine.
| Année | %   | $   | Source |
| --- | --- | --- | ------ |
| 1995 | 3.1 | 381 | [ 10 ] |
| 1996 | 4.3 | 538 | [ 10 ] |
| 1997 | 4.5 | 549 | [ 11 ] |
| 1998 | 6.3 | 836 | [ 11 ] |
| 1999 | 5.1 | 744 | [ 12 ] |
| 2000 | 4.8 | 688 | [ 12 ] |
| \| Remarques \| \| -------------------------------------------------------------------------------------------------------------------------------------------------------------------------------------------------------------------------------------------------------------------------------------------------------- \| \| - Les chiffres du pourcentage hors du marché total de la musique. - Les chiffres du dollar sont en millions. - Les chiffres de la RIAA diffèrent souvent de ceux rapportés par Nielsen SoundScan. - Ces chiffres représentent uniquement les économies des ventes d'album, et excluent d'autres sources. \| |     |     |        |
| Remarques |     |     |        |
| - Les chiffres du pourcentage hors du marché total de la musique. - Les chiffres du dollar sont en millions. - Les chiffres de la RIAA diffèrent souvent de ceux rapportés par Nielsen SoundScan. - Ces chiffres représentent uniquement les économies des ventes d'album, et excluent d'autres sources. |     |     |        |

Selon les données de la RIAA, la part de marché des ventes d'albums de musique chrétienne a plus que doublé entre 1993 et 1997. Dans les années 1990 l'industrie de la musique chrétienne devint le segment à la croissance la plus rapide de l'industrie de la musique. Ceci est dû à plusieurs facteurs, incluant la consolidation des labels, et des librairies chrétiennes indépendantes dans les chaînes.
L'industrie de la musique chrétienne débuta par adopter SoundScan en 1995, bien que l'exécution fût incomplète même dans le millénaire. Néanmoins, l'adoption causa la visibilité des artistes chrétiens à augmenter considérablement, et apporta de la crédibilité à l'industrie comme les albums chrétiens commencèrent à être intégrés dans tous les classements du Billboard,,.
En 1985, 90% des ventes de musique chrétiennes naissaient des librairies chrétiennes. Au cours de l'année 1985, ce nombre a chuté à 64%, avec des détaillants généraux prenant 21%, et le reste étant responsable par d'autres méthodes, tel que le mail direct. À ce même instant, l'industrie fût estimée à 750 millions $ bruts (689 613 750 €), avec 381 millions $ (350 323 785 €) en ventes d'albums. À la fin des années 1990, les détaillants du marché global, spécifiquement les hypermarchés tel que Best Buy, Walmart, Target et Blockbuster débutèrent à soutenir une sélection plus vaste de produits musicaux chrétiens. En 2000, ces magasins ont surpassé la vente chrétienne quant au nombre d'albums chrétiens vendus, selon les chiffres de SoundScan,. Ce phénomène fût en partie responsable des succès croisés. POD, par exemple, a vendu 1,4 million d'albums en 2001, bien que les ventes aux points de vente chrétiens constituèrent seulement 10%.
Le nouveau millénaire a apporté des défis à l'industrie du disque dans l'ensemble, et ceux-ci ont affecté l'industrie musicale chrétienne également. La musique de culte contemporaine, un vieil élément de base de l'industrie, commença à obtenir d'importantes parts de marché vers l'an 2000,. En se concentrant sur la commercialisation de la musique de culte à la culture des jeunes, ce genre devint un moteur croissant malgré la baisse dans l'industrie musicale globale,.